# Rodrigo Amarante
Rodrigo Amarante de Castro Neves ou simplesmente Rodrigo Amarante (Rio de Janeiro, 6 de setembro de 1976) é um músico, cantor e compositor brasileiro.
É integrante da banda carioca Los Hermanos. Após o recesso da banda, passou a dedicar-se também à Orquestra Imperial e, posteriormente, à banda Little Joy.
Atualmente, se apresenta em carreira solo, depois de lançar seu primeiro álbum solo, Cavalo, em setembro de 2013.
Desde 2008, está vivendo em Los Angeles.

## Vida Pessoal

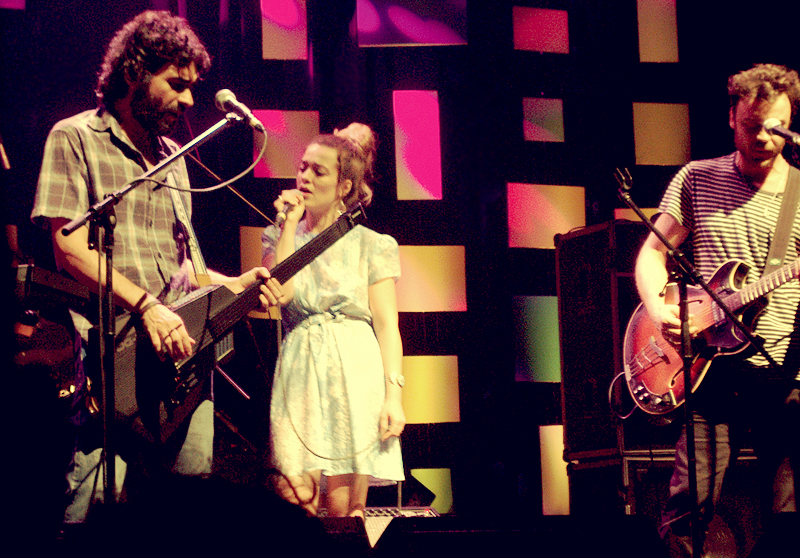
Rodrigo Amarante e Karine Carvalho

Foi casado com a atriz Karine Carvalho.
Atualmente, namora a cantora americana Cornelia Murr.

## Carreira

### Los Hermanos
Estudou Jornalismo na PUC-RJ, onde conheceu Marcelo Camelo e Rodrigo Barba. Após alguns ensaios dos Los Hermanos, foi chamado para integrar a banda.

#### Primeiro Álbum
No primeiro álbum, autointitulado de Los Hermanos, Amarante aparece tocando flauta transversal e fazendo vocais em algumas músicas. Há duas delas de sua autoria: "Quem Sabe" e "Onze Dias". Porém, o papel de compositor e líder da banda ainda era direcionado a Marcelo Camelo.

#### Segundo Álbum
No segundo álbum, Bloco do Eu Sozinho, o "ruivo" pôde mostrar toda sua qualidade musical, tocando guitarra junto a Marcelo, e com mais músicas de sua autoria. Gravou "Sentimental" (considerada por Dado Villa-Lobos a melhor música lançada em 2001), "Retrato pra Iaiá" e "Cher Antoine" (cantada em francês). Fez ainda, junto a Marcelo, a parte melódica da música "Mais uma canção". Também junto a Marcelo, fez "A Flor", um dos hits do segundo disco.

#### Terceiro Álbum
No terceiro álbum, Ventura, contribuiu com cinco músicas: "Último romance", "O velho e o moço", "Um par", "Do sétimo andar" e "Deixa o verão".
O papel, de até então, coadjuvante da banda, acabou. Passou a ser reconhecido como um dos líderes da banda, ao lado de Marcelo.

#### Quarto Álbum
No quarto álbum, intitulado 4, compôs cinco das doze músicas do álbum, tendo duas delas ("O vento" e "Condicional") tornado-se singles do disco. Além destas, fez também "Primeiro Andar", "Os Pássaros" e "Paquetá".
Já consagrado e conhecido como um dos líderes dos Los Hermanos, ganhou em 2006 o prêmio de "Melhor Instrumentista" no Prêmio Multishow.

### Orquestra Imperial
Após o recesso dos Los Hermanos em 2007, passou a se dedicar inteiramente à Orquestra Imperial, banda em que toca junto a Moreno Veloso (filho de Caetano Veloso), Nina Becker e também à atriz Thalma de Freitas.
Participou, junto à banda portuguesa Os Azeitonas, da composição de uma canção de título "Rubi (Terça-Feira)", que seria lançada em novembro de 2007, no álbum "Rádio Alegria", a ser lançado pela banda lusitana.

### Little Joy
Aproveitando a pausa por tempo indefinido de sua banda principal, passou a se dedicar à sua nova banda, Little Joy, junto com o baterista da banda norte-americana The Strokes, Fabrizio Moretti.
A nova empreitada, que contou ainda com a cantora Binki Shapiro, ex-namorada de Moretti, iniciou-se no ano de 2007, e teve seu primeiro CD, autointitulado Little Joy, produzido pelo mais que cultuado selo britânico Rough Trade, no ano de 2008. Lançado no Brasil em fevereiro de 2009, foi produzido por Noah Georgeson, parceiro de Devendra Banhart. Um dos últimos shows da banda foi realizado no mesmo mês, no Circo Voador.

### Carreira Solo
Após se dedicar à Orquestra Imperial e ao Little Joy, Amarante passou a trabalhar em um disco solo e lançou, em 2013, seu disco de estreia, intitulado Cavalo. Gravado em Los Angeles e no Rio de Janeiro, o disco do músico possui faixas em português, inglês e francês, além de participações de seus antigos companheiros em suas bandas anteriores, como o baterista Rodrigo Barba, dos Los Hermanos, e Fabrizio Moretti, baterista do grupo Little Joy. O disco foi muito bem recebido pela crítica, ficando entre os melhores do ano de 2014,  fazendo com que Amarante se tornasse um artista conhecido no cenário alternativo estrangeiro.
Rodrigo Amarante também escreveu, performou e cantou "Tuyo", o tema introdutório da série Narcos (2015) e Narcos: Mexico (2018), ambas produções originais da Netflix.
Em 16 de julho de 2021, lança "Drama" após o hiato de 8 anos depois de seu antecessor "Cavalo". Contou que o livro “The Will to Change: men, masculinity and love” (A Vontade de Mudar: homens, masculinidade e amor, em português) o auxiliou no processo de construção deste disco. O primeiro single foi "Maré". A revista inglesa Mojo elegeu o álbum como o melhor disco de world music de 2021.
Em 2022, é anunciado no line-up do Coala Festival.

## Discografia

### Solo
- Cavalo (2013)
- Drama (2021)

### Los Hermanos
- Los Hermanos (1999)
- Bloco do Eu Sozinho (2001)
- Ventura (2003)
- 4 (2005)

### Little Joy
- Little Joy (2008)

### Parcerias e Colaborações
Rodrigo Amarante, ao longo de sua carreira, fez várias parcerias e participações, algumas como:
- Fernanda Takai - Cantando a música No Ritmo da Chuva
- Devendra Banhart - Escrevendo a música Rosa, e a cantando no álbum Smokey Rolls Down Thunder Canyon
- Lanny Gordin - Partipando do disco "Duos" do guitarrista, cantando "Evaporar"
- Adriana Calcanhotto - Tocando teclado em "Mulher sem razão", música que também fez os arranjos de metais, e em "Para lá", onde toca piano
- 3 na massa - Compôs "Tatuí", cantada pela sua ex-mulher Karine Carvalho, quarta faixa do disco "Na confraria das sedutoras"
- Nervoso e os Calmantes - Cantou na música "Mais justo"
- Gilberto Gil - Participou na elaboração do arranjo da canção "Você e eu", Amarante também gravou o vibrafone da mesma.
- Marisa Monte - Em 2011, regravou junto com Marisa e Devendra Banhart, "Nu Com A Minha Música", regravação de Caetano Veloso. Em 2016, a música foi incluída e foi single da primeira coletânea da cantora, "Coleção". Também no ano de 2011, compôs e cantou com ela a música "O Que Se Quer", incluída no álbum "O Que Você Quer Saber de Verdade, a música foi relançada como single em 2015 e fez parte da trilha sonora da novela A Regra do Jogo (telenovela). Em 2023, cantaram juntos "Nu Com A Minha Música" e "Tuyo" no Central Park Summerstage. Rodrigo também já fez shows de abertura em alguns shows da Portas Tour, especificamente na etapa americana da turnê.
- Natalia Lafourcade - Cantou a música "Azul", composição de Agustín Lara incluída no álbum "Mujer Divina" da cantora mexicana.
- Tom Zé - Cantou a música "NYC Subway Poetry Department", composição de Tom Zé com seu professor de inglês incluída no álbum "Tropicália Lixo Lógico" do cantor.

## Trilhas Sonoras
- Tema de abertura da série Narcos	"Tuyo" - 2015[23]
- Toda a trilha sonora do filme 7 Dias em Entebbe - 2018[24]
- 1 – “Looking Back”
- 2 – “Boarding”
- 3 – “Strategy”
- 4 – “Ms. Martel Escapes”
- 5 – “A Purpose”
- 6 – “Innocence Lost”
- 7 – “Passports”
- 8 – “Arriving in Entebbe”
- 9 – “Reasons”
- 10 – “Cabinet”
- 11 – “A Light”
- 12 – “Prime Minister and The News”
- 13 – “Silence”
- 14 – “Close Enemies”
- 15 – “The Last Hour”
- 16 – “Operation Begins”
- 17 – “Low Altitude”
- 18 – “Aftermath”
- 19 – “0515 Beginning 2 SKL (Last Work)” (Grischa Lichtenberger)
- 20 – “Chair Dance (Echad mi Yodeah)” (The Tractor’s Revenge and Ohad Naharin)

## Bandas anteriores
- Los Birras
- Barnabé